# Oraesia coelonota
Oraesia coelonota är en fjärilsart som beskrevs av Vincenz Kollar 1844. Oraesia coelonota ingår i släktet Oraesia och familjen nattflyn. Inga underarter finns listade i Catalogue of Life.